# Silver Town
Silver Town è un album pubblicato nel 1989 dal gruppo inglese The Men They Couldn't Hang, il quarto dopo Waiting for Bonaparte del 1988.
L'album, del genere folk-rock, contiene vari pezzi tra cui delle ballate come Company Town e pezzi più energici come Rosettes, ispirato al mondo degli hooligans del calcio. L'intero album è dedicato ai morti durante la partita allo stadio di Hillsborough. Dall'album sono stati estratti tre singoli,  A Place in the Sun, Rain, Steam & Speed e A Map of Morocco, della quale esiste anche una versione remixata in vinile su un EP da 12". L'album raggiunse il posto n. 39 nella Top Chart 40 UK.